# Patty Kempner
Patty Kempner (Augusta, 24 agosto 1942) è un'ex nuotatrice statunitense.

## Biografia
Specializzata nella farfalla e nei misti, ha vinto la medaglia d'oro nella staffetta 4x100m misti ai Giochi olimpici di Roma 1960.
È stata primatista mondiale dei 200m misti e della staffetta 4x100m misti.

## Palmarès
- Olimpiadi

Roma 1960: oro nella staffetta 4x100m misti.